# Dundrennan
Dundrennan est un village du council area de Dumfries and Galloway en Écosse.
Sa population est d'environ 230 habitants.
On y trouve les ruines de l'Abbaye de Dundrennan qui date du XIIe siècle.